# Bataille de Céphalonie
Pour les articles homonymes, voir Massacre de la division Acqui.
Guerres arabo-byzantines
Batailles
- Mu'tah (629)
- Ajnadayn (634)
- Damas (634)
- Fahl (635)
- Yarmouk (636)
- Jérusalem (636-637)

- Héliopolis (640)
- Nikiou (646)

- Sufétula (647)
- Tahouda (683)
- Mammès (688)
- Carthage (698)
- Oued Nini (698)

- 1re Constantinople (674-678)
- Sébastopolis (692)
- Tyane (~708)
- 2e Constantinople (717-718)
- Andrinople (718)
- Nicée (727)
- Akroinon (740)

- Kamacha (766)
- Invasion de l'Asie Mineure (782)
- Kopidnadon (788)
- Krasos (804)
- Invasion de l'Asie Mineure (806)
- Anzen (838)
- Amorium (838)
- Mauropotamos (844)
- Poson (863)
- Bathys Ryax (872 ou 878)

- Syracuse (877-878)
- Stelai ou 1re Milazzo (880)
- 2e Milazzo (888)
- Taormine (902)
- Garigliano (915)
- Détroit (965)
- Georges Maniakès en Sicile (1038-1040)

- Phœnix de Lycie (655)
- Keramaia (746)
- Conquête musulmane de la Crête (années 820)
- Damiette (853)
- Raguse (866-868)
- Kardia (~872-873)
- Golfe de Corinthe (~873)
- Céphalonie (880)
- Chalcis (~883)
- Thessalonique (904)

- Portes ciliciennes (878)
- Campagnes de Jean Kourkouas (926-944)
- Marach (953)
- Raban (958)
- Andrassos (960)
- Campagnes de Nicéphore II Phocas (956-969)
- Chandax (960-961)
- Alexandrette (971)
- Campagnes de Jean Tzimiskès (~950-975)
- Gués de l'Oronte (994)
- Alep (994-995)
- Apamée (998)
- Campagnes de Basile II (979-999)
- Azâz (1030)

La bataille de Céphalonie est un affrontement naval entre l'Empire byzantin et les Aghlabides près de Céphalonie, au large de la côte occidentale de la Grèce. Elle débouche sur une importante victoire de l'Empire byzantin et constitue l'un des rares exemples de bataille navale du Moyen Âge s'étant déroulée de nuit.

## Contexte
En 880, une flotte aghlabide appareillant d'Ifriqiya fait voile vers l'Empire byzantin, ayant pour objectif de piller les côtes occidentales de la Grèce. Jean Skylitzès rapporte que cette force comporte soixante grands navires et qu'elle razzie les îles Ioniennes de Zante et de Céphalonie. Quand la nouvelle de ces événements parvient à Constantinople, une flotte est envoyée à sa rencontre, dirigée par Nasar, le nouveau drongaire de la flotte,. Grâce aux vents favorables, la flotte atteint rapidement le port de Méthone, au sud de la Grèce. Toutefois, il est contraint d'y rester en raison de la désertion par petits groupes de nombreux rameurs de sa flotte, craignant la bataille imminente. De ce fait, Nasar doit s'attarder à Méthone, où il reconstitue ses effectifs grâce à l'apport de troupes locales du thème du Péloponnèse. Dans le même temps, Nasar informe Basile Ier le Macédonien des événements. Rapidement, l'empereur réagit en capturant les déserteurs. Dans le but de restaurer la discipline au sein de la flotte, il choisit trente prisonniers de guerre musulmans pour les faire fouetter publiquement à l'Hippodrome de Constantinople, avant de les envoyer à Méthone pour y être exécutés.

## Bataille
La flotte aghlabide est aussi mise au courant des difficultés rencontrées par la marine byzantine, ce qui débouche sur une augmentation excessive de la confiance des équipages. Ces derniers quittent alors leurs navires pour piller systématiquement les côtes. De ce fait, quand Nasar arrive à la tête de sa flotte, il peut les prendre par surprise et les écraser lors d'une attaque nocturne. Selon Skylitzès, beaucoup périssent à bord des navires enflammés. Comme l'indiquent les historiens John Pryor et Elizabeth Jeffreys, la décision de l'amiral byzantin d'attaquer de nuit est très audacieuse, car l'obscurité rend les manœuvres tactiques impossibles et l'issue de la bataille imprévisible.

## Conséquences
Après cette victoire, Nasar se dirige vers le sud de l'Italie pour soutenir l'armée dirigée par les généraux Procopios et Léon Apostyppès. Ensuite, il lance un raid sur la Sicile, remportant une grande victoire contre une autre flotte aghlabide lors de la bataille du Détroit, avant de revenir à Constantinople,.